# Curvibasidium cygneicollum
Curvibasidium cygneicollum är en svampart som beskrevs av J.P. Samp. 2004. Curvibasidium cygneicollum ingår i släktet Curvibasidium, klassen Microbotryomycetes, divisionen basidiesvampar och riket svampar. Inga underarter finns listade i Catalogue of Life.